# Johannes Leonhart
Johannes Friedrich Heinrich Leonhart (* 29. April 1865 in Satrup; † 24. Mai 1937 in Kiel) war Arzt, linksliberaler und pazifistischer Politiker und Mitglied des Deutschen Reichstags.

## Leben
Leonhart besuchte das Gymnasium in Altona von 1873 bis 1882 und studierte Medizin an den Universitäten Tübingen, Kiel und Freiburg bis 1887. Während seines Studiums wurde er 1882 Mitglied der Burschenschaft Germania Tübingen und 1883 der Burschenschaft Teutonia zu Kiel. Er war Arzt seit 1888 und Stabsarzt der Reserve sowie Stadtverordneter in Kiel von 1901 bis 1904.
Von 1903 bis 1912 war er Mitglied des Deutschen Reichstags für den Wahlkreis Provinz Schleswig-Holstein 4 Tondern, Husum, Eiderstedt und die Freisinnige Volkspartei.
In den 1920er-Jahren engagierte er sich bei der Deutschen Friedensgesellschaft deren Kieler Ortsgruppe er vorstand und für die Zeitschrift Die Brücke/Deutsche Zukunft – Halbmonatsschrift der Norddeutschen Friedensbewegung und setzte sich für die dänisch-deutsche Verständigung ein. Als Pazifist war Leonhart 1930 ein Kritiker der Fusion zwischen der DDP und dem Jungdeutschen Orden zur Deutschen Staatspartei, er verließ die Partei und schloss sich der Radikaldemokratischen Partei (RDP) an, deren erweitertem Parteivorstandes er angehörte., daneben war er Mitglied im Reichsbanner Schwarz-Rot-Gold und 1931 in der Eisernen Front.